# 跳蛙人
是美國超級英雄類型的網路影集《律師女浩克》的第八集，改編自漫威漫畫的角色女浩克。本集由科迪·齊格拉（Cody Ziglar）編劇、凱特·寇伊若執導，为漫威電影宇宙的系列作品之一，與漫威電影宇宙系列電影處於同一架空世界和共同世界。
塔提阿娜·瑪斯蘭尼出演「女浩克」珍妮佛·華特斯，其他演員包括喬許·塞嘉拉、金潔·岡薩加、喬恩·巴斯、格里芬·馬修斯、史蒂夫·寇特（Steve Coulter）、馬克·林-貝克、泰絲·馬利斯·金凱德（Tess Malis Kincaid）、查理·考克斯、芮妮·愛麗絲·古思貝瑞和布蘭登·史丹利（Brandon Stanley）。寇伊若於2020年9月加入並執導其中數集。
〈跳蛙人〉於2022年10月6日在Disney+首播。

## 劇情
「女浩克」珍妮佛·華特斯的新客戶尤金·佩提里歐是GLK&H律師事務所一位老客戶的兒子，他希望起訴專門製造超級英雄戰衣的高級時裝設計師路克·雅各森（Luke Jacobson）向他提供有缺陷的戰衣。馬修·梅鐸在庭上為雅各森辯護，並以超凡嗅覺发现佩提里歐违规使用喷射机燃料而设计使其透露自己違反了雅各森的戰衣指引。因此而贏得官司的梅鐸后来在酒吧重遇华特斯，並在一番寒暄后告知华特斯同时身为律师和女浩克能为社会带来利益，這一席話令華特斯開始對他暗生情愫。
佩提里歐其後聯絡了華特斯，因為他遭到了不知名人士的襲擊，華特斯立即前往與該名施襲者對戰，卻發現這位神秘人物原來是梅鐸化身的超級英雄「夜魔俠」。梅鐸告知華特斯佩提里歐綁架了雅各森，因為他想要一套更完美的戰衣。二人於是從帕蒂里奧一夥人手中聯手營救了雅各森，完全缺乏自知之明的佩提里歐竟妄想跳窗逃脫，最後落得受傷送院的下場，他的一眾手下則盡被逮捕。
在與梅鐸發生一夜情後，華特斯隔天參加了南加州法律獎頒獎晚會，並與五位律師一同受頒年度最佳女律師獎。但不久之後，晚會被秘密組織的廣播打斷，他們在大螢幕上以高智慧的名義播放了華特斯和一直假裝與她約會的組織成員賈許·米勒（Josh Miller）在床上的錄像，從而污辱華特斯的聲譽。被蒙在鼓裏的華特斯以為秘密組織偷拍自己的私生活，於是失控地暴怒並摧毀了晚會舞台，並在附近抓捕一名組織成員時被損害控制部逮捕。

## 製作

### 開發
2019年8月，漫威影業宣布將開發以「女浩克」珍妮佛·華特斯為主角的串流媒體平台Disney+電視劇。2020年9月，凱特·寇伊若被聘執導首播集、最終集和另外四集，並擔當執行製片人。劇集進入製作階段時，珍妮佛·華特斯的起源故事原置於第八集，但最終在後期製作時移至第一集。除了寇伊若與高揚外，執行製片人還包括漫威影業總裁凱文·費吉與執行官布拉德·溫德鮑姆，以及路易斯·德·埃斯波西托和維多利亞·阿朗素。名為「跳蛙人」（Ribbit and Rip It）的第八集由科迪·齊格拉（Cody Ziglar）編劇，並於2022年10月6日在Disney+首播。

### 劇本

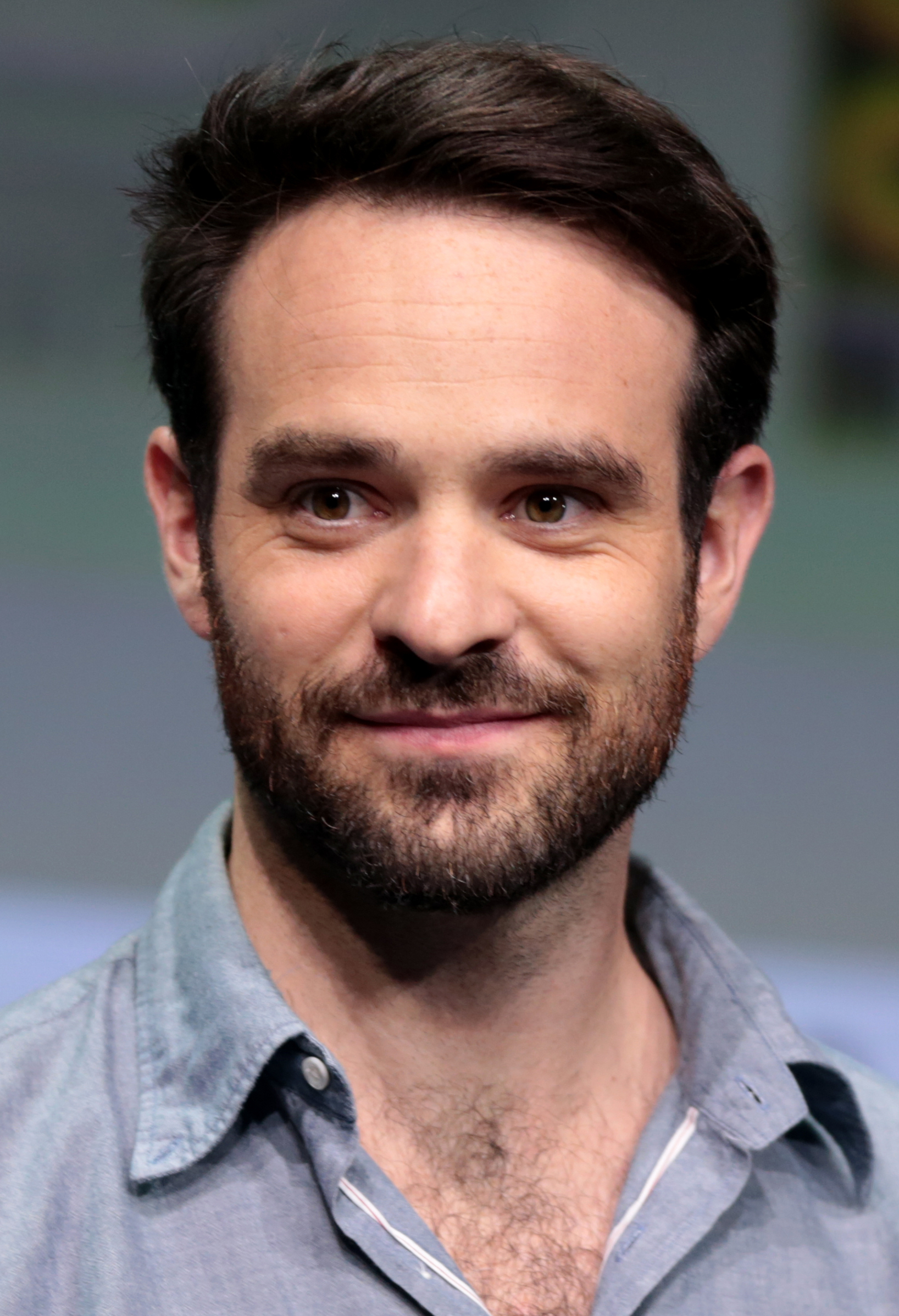
查理·考克斯繼2021年電影《蜘蛛人：無家日》後再次回歸飾演漫威Netflix系列電視劇《夜魔俠》角色「夜魔俠」馬修·梅鐸

高揚認為漫威Netflix系列電視劇《夜魔俠》中的角色「夜魔俠」馬修·梅鐸出現在本劇集中是合乎邏輯的，因為華特斯與他同為律師兼超級英雄，而梅鐸是有可能可以向華特斯展示兩者之間的平衡的。梅鐸的出現讓華特斯很煩惱，因為他在法庭上“不知從何而來地出現在她面前”，事後亦在酒吧裏以“站在道德高地”的方式請她喝了一杯。經過一番交談後，華特斯最終對他刮目相看，雖然一度誤以為他突然離開是因為對自己不感興趣，但已開始感到二人之間有連繫。高揚稱作家們希望二人能產生“驚人的化學作用”，並解釋道編劇們精心打造了他們之間有趣的關係，“有着這種霍華·霍克斯，在他們被對方吸引的位置飛快地來回”，但沒有讓對方發現。二人最終發生了關係，而這一直是編劇們所希望的，因為他們相信梅鐸“似乎是適合她的人”。
漫威官網將角色的出現描述為“與觀眾熟悉和喜愛的馬修·梅鐸十分相似”，查理·考克斯指“他應是和總是那位角色，只是在生活中遇到的事會令我們產生變化，變得非常不同”；考克斯亦表示他為了使梅鐸的出現合適地融入《律師女浩克》的基調而改編了自己《夜魔俠》中對該角色的刻畫，並將梅鐸描繪成他人生中的一個好位置而讓他“有點厚臉皮和有點輕浮”。考克斯又表示讓梅鐸融入一個與《夜魔俠》相比更為輕快的設置對自己和該角色來說都是“一個非常棒的實驗”，並確保了梅鐸不會“因為過於嚴肅而淪為劇集中的笑柄”。本集還設置了夜魔俠的走廊打鬥場景，這是《夜魔俠》中的一個重要場景，但其實目的只是讓女浩克衝破天花板亂入以結束戰鬥；這是高揚與其他編劇又一個加入後設元素的時刻，他們通過“承認和暗示夜魔俠的經典走廊打鬥場景”來顛覆一個比喻，但其實目的只是為了以女浩克的亂入內“削弱”它。高揚與一眾編劇從未被明確指示梅鐸的定位應否接近《夜魔俠》。
本集亦揭示了2016年電影《美國隊長3：英雄內戰》中規定超人類需註冊並受政府管控的蘇科維亞協議已被廢除。製作團隊曾詢問可否提及該設定，漫威影業高層則回覆指允許表示協議已廢除。在本集的結尾中，華特斯在晚會上因看到秘密組織偷拍她的私人生活並公開向人們播放而徹底釋放了怒氣。塔提阿娜·瑪斯蘭尼認為此刻對華特斯來說是“非常合理的”，並補充道這種暴怒讓她看起來像怪物。而她的爆發也對應了第一集中華特斯的表哥布魯斯·班納對她的建議：如果她不小心地處理她的浩克能力，公眾只會將她視為怪物；製作團隊亦努力暗示整個劇集中最終的爆發。

### 選角
本集的主要角色包括塔提阿娜·瑪斯蘭尼飾演的「女浩克」珍妮佛·華特斯、查理·考克斯回歸飾演的《夜魔俠》角色「夜魔俠」馬修·梅鐸、格里芬·馬修斯飾演的路克·雅各森（Luke Jacobson）、布蘭登·史丹利（Brandon Stanley）飾演的尤金·佩提里歐、金潔·岡薩加飾演的妮琪·拉莫斯（Nikki Ramos）、喬恩·巴斯飾演的托德·菲爾普斯（Todd Phelps）、喬許·塞嘉拉飾演的奧古斯都·「帕格」·帕格列西（Augustus "Pug" Pugliese）、馬克·林-貝克飾演的莫里斯·華特斯（Morris Walters）、泰絲·馬利斯·金凱德（Tess Malis Kincaid）飾演的伊蓮·華特斯、芮妮·愛麗絲·古思貝瑞飾演的梅樂莉·布克:30:43–31:08; 31:23和史蒂夫·寇特（Steve Coulter）飾演的荷頓·哈洛威（Holden Holliway）。此外，崔弗·索爾特（Trevor Salter）客串飾演賈許·米勒（Josh Miller）:31:53。

### 拍攝
主體拍攝在喬治亞州亞特蘭大的三石製片廠開機。凱特·寇伊若擔當導演，弗洛里安·巴爾豪斯擔當攝影指導:1。寇伊若在劇集中描繪性的方面時致力於尋找平衡，以免導致過於過分或忌諱。華特斯與梅鐸的浪漫場景致敬了2000年代的愛情喜劇，但高揚認為這也是“全新的東西，因為衣服變為了棍子和頭盔”，並指該場景“非常具有啟發性”，同時仍“老少咸宜”。梅鐸的恥辱之行最初設為片尾彩蛋，但寇伊若認為置於正片中“在節奏方面更好”。寇伊若稱讚了本集的剪接師傑米·格羅斯（Jamie Gross），稱格羅斯是夜魔俠的頭號粉絲、知道“夜魔俠的所有歷史和彩蛋”，並體現在她的剪接工作中。

### 特效
後期特效製作公司包括數字王國、维塔数码、韋利公司（Wylie Co）、SDFX工作室、 以及 :32:59–33:18。

### 音樂
茱莉亞·威爾遜（Julisa Wilson）的歌曲、史提芬·崔普（Steven Trip）與勞倫斯·山姆·高丁斯（Lawrence Sam Goldings）的歌曲、的歌曲、文斯·韋布（Vince Webb）的歌曲、约翰·派桑诺所創作的《夜魔俠》主題曲〈夜魔俠〉旋律、威斯特·蘿絲（West Rose）的歌曲、的歌曲、艾拉·麥娜絲（Ela Minus）的歌曲和比爾·安素爾（Bill Anschell）的歌曲出現於本集之中:33:32–33:35。

## 市場營銷
在本集上線前，漫威發佈了一段視頻，宣傳跳蛙人在本集中的出場，劇集的演員如瑪斯蘭尼、岡薩加和馬克·盧法洛，以及大青蛙科米，皆於影片中試鏡該角色。本集中隱藏的QR碼彩蛋可以連結至漫威漫畫官網相關頁面，免費在線閱讀2014年漫畫《女浩克》#9。本集上線之後，漫威開始在「漫威必備」（Marvel Must Haves）一站式網絡商店中出售與《律師女浩克》相關的周邊產品，包括Funko Pop人偶、服裝和配飾。

## 發行
〈跳蛙人〉於2022年10月6日在Disney+首播。

## 迴響

### 觀眾收視
據衡量美國觀眾觀看電視分鐘數的《尼爾森媒體研究》調查，《律師女浩克》在2022年10月3日至9當周日以4.54億分鐘觀看量在串流媒體中排第七，比上一週上升了13.6%。根據調查消費者參與消費者研究、串流媒體、下載和社交媒體情況的《鸚鵡娛樂分析》（Parrot Analytics），《律師女浩克》是2022年10月7日當周美國第六受歡迎的串流媒體劇集。據《鞭子媒體》的《TV Time》調查，《律師女浩克》是2022年10月9日當周美國觀眾最喜愛的串流媒體劇集。

### 評價
根据評論匯總网站爛番茄汇总的22篇评论文章，95%的评论家给予本集正面评价，平均打分为8.5分（满分10分）。

### 榮譽
考克斯因其在本集中的演出而獲頒2022年10月8日當周的《TVLine》“本週演出者”榮譽獎。該網站稱考克斯“沒有錯過回歸出演該角色的任何一步”，“毫不費力地滑回了夜魔俠的招搖中”。

## 資料來源
1. ↑  Couch, Aaron. . The Hollywood Reporter. 2019-08-23  [2019-08-23]. （原始内容存档于2019-08-23）.
2. 1 2  Parker, Ryan. . The Hollywood Reporter. 2022-05-17  [2022-05-17]. （原始内容存档于2022-05-18）.
3. 1 2  Kroll, Justin. . Deadline Hollywood. 2020-09-15  [2020-09-15]. （原始内容存档于2020-09-15） （美国英语）.
4. 1 2  Villei, Matt. . Collider. 2022-05-17  [2022-05-18]. （原始内容存档于2022-05-18）.
5. ↑  Radish, Christina. . Collider. 2022-08-23  [2022-08-24]. （原始内容存档于2022-08-24）.
6. ↑  Baugher, Lacy. . Den of Geek（英语：Den of Geek）. 2022-10-06  [2022-10-11]. （原始内容存档于2022-10-07）.
7. ↑  . WGAW（英语：Writers Guild of America West）.   [2022-08-06]. （原始内容存档于2022-08-06）.
8. 1 2  . The Futon Critic.   [2023-02-08]. （原始内容存档于2023-02-08）.
9. 1 2 3  Paige, Rachel. . Marvel.com. 2022-10-06  [2022-10-06]. （原始内容存档于2022-10-06）.
10. ↑  Brail, Nathaniel. . ComicBook.com. 2022-10-06  [2022-10-13]. （原始内容存档于2022-10-07）.
11. ↑  Bucksbaum, Sydney. . Entertainment Weekly. 2022-10-17  [2022-10-18]. （原始内容存档于2022-10-18）.
12. ↑  Zogbi, Emily. . CBR. 2022-09-11  [2022-10-11]. （原始内容存档于2022-10-06）.
13. ↑  Moreau, Justin. . Variety. 2022-10-17  [2022-10-17]. （原始内容存档于2022-10-17）.
14. 1 2  Anderson, Jenna. . ComicBook.com. 2022-10-06  [2022-10-06]. （原始内容存档于2022-10-06）.
15. ↑  Davids, Brian. . The Hollywood Reporter. 2022-10-19  [2022-10-28]. （原始内容存档于2022-10-19）.
16. ↑  Kleinman, Jake. . Nerdist（英语：Nerdist）. 2022-10-06  [2022-10-06]. （原始内容存档于2022-10-06）.
17. ↑  Mitovich, Matt Webb. . TVLine. 2022-10-17  [2022-10-18]. （原始内容存档于2022-10-18）.
18. ↑  Paige, Rachel. . Marvel.com. 2022-10-06  [2022-10-06]. （原始内容存档于2022-10-06）.
19. ↑  Amin, Arezou. . Collider. 2022-10-06  [2022-10-11]. （原始内容存档于2022-10-10）.
20. 1 2 3 4  Ziglar, Cody. . . 第1季. 第8集. 2022-10-06  [2022-10-09]. Disney+. （原始内容存档于2022-12-06）. End credits begin at 29:30.
21. ↑  Lussier, Germain. . Gizmodo. 2022-10-06  [2022-10-11]. （原始内容存档于2022-10-07）.
22. ↑  Paz, Maggie Dela. . ComingSoon.net. 2021-04-13  [2021-04-13]. （原始内容存档于2021-04-13）.
23. ↑   (PDF). Disney Media and Entertainment Distribution. 2022-08-15  [2022-09-13]. （原始内容存档 (PDF)于2022-09-13）.
24. ↑  Ortiz, Andi. . TheWrap. 2022-10-19  [2022-10-28]. （原始内容存档于2022-10-23）.
25. ↑  Brail, Nathaniel. . ComicBook.com. 2022-10-15  [2022-10-16]. （原始内容存档于2022-10-16）.
26. ↑  Valenzuela, Ernesto. . /Film. 2022-10-17  [2022-10-18]. （原始内容存档于2022-10-18）.
27. ↑  Frei, Vincent. . Art of VFX. 2022-08-12  [2022-08-18]. （原始内容存档于2022-08-04）.
28. ↑  Outlaw, Kofi. . ComicBook.com. 2022-10-05  [2022-10-06]. （原始内容存档于2022-10-06）.
29. ↑  Dodge, John. . CBR. 2022-10-05  [2022-10-06]. （原始内容存档于2022-10-05）.
30. ↑  Dominick, Nora. . BuzzFeed. 2022-10-06  [2022-10-07]. （原始内容存档于2022-10-06）.
31. ↑  . Marvel.com.   [2022-10-07]. （原始内容存档于2022-10-06）.
32. ↑  Paige, Rachel. . Marvel.com. 2022-10-07  [2022-10-08]. （原始内容存档于2022-10-08）.
33. ↑  Porter, Rick. . The Hollywood Reporter. 2022-11-03  [2023-01-30]. （原始内容存档于2022-11-09）.
34. ↑  Porter, Rick. . The Hollywood Reporter. 2022-10-27  [2023-01-30]. （原始内容存档于2022-11-30）.
35. ↑  Sanderson, Kirk. . Media Play News（英语：Media Play News）. 2022-10-10  [2022-11-14]. （原始内容存档于2022-11-07）.
36. ↑  Prange, Stephanie. . Media Play News（英语：Media Play News）. 2022-10-11  [2022-10-11]. （原始内容存档于2022-10-12）.
37. ↑  . Rotten Tomatoes. Fandango Media.
38. ↑  . TVLine. 2022-10-08  [2022-10-11]. （原始内容存档于2022-10-11）.

## 外部連結
- 互联网电影数据库上跳蛙人的资料（英文）
- 漫威官網提供的本集回顧